# Falsterbo
Falsterbo è una città della Svezia nella contea di Scania, di 14.017 abitanti secondo il censimento del 2005. La città fa parte del comune di Vellinge.